# 寺島町奇譚
『寺島町奇譚』（てらじままちきたん）は、滝田ゆうの自伝的漫画作品である。

## 概要
舞台は、太平洋戦争当時の玉の井（東京下町、寺島町にあった私娼街で、永井荷風の『濹東綺譚』の舞台ともなった。現在の墨田区東向島及び同区墨田付近）。
スタンド・バーの息子、少年キヨシを主人公に、その家族や友達、バーの客、近所の住人たち、キヨシの家の飼い猫のタマ、銘酒屋の女や出入りする男たちが織りなす世界を、ユーモアとペーソスがあふれ、風刺のきいた筆致で描き出している。漫画は、1945年3月10日の東京大空襲によって玉の井が焼け野原となり、キヨシが電車で疎開するところで終わるが、わずかなページの中で空襲の凄惨さをよく描き出している。
『ガロ』1968年12月号から1970年1月号、『別冊小説新潮』（1972年）に発表された後、講談社漫画文庫、ちくま文庫等になった。
1976年に秋吉久美子主演でドラマ化された。土曜ドラマ (NHK)。脚本は中島丈博。出演は三木のり平、七尾伶子、浦辺粂子、森本レオ、伴淳三郎等。
1993年には、「寺島町奇譚 ぎんながし」としてオリジナルビデオアニメ化された（監督：小林治_(1945年生のアニメ演出家)）。

## 単行本
- 『寺島町奇譚』全3冊 (講談社漫画文庫) 1976
- 『寺島町奇譚』(青林傑作シリーズ 青林堂, 1976
- 『寺島町奇譚』(ちくま文庫) 1988.3
- 『滝田ゆう漫画館 第1-2巻 (寺島町奇譚)』筑摩書房, 1992
- 『寺島町奇譚 傑作選』復刊ドットコム, 2018.1

## ドラマシナリオ
- 『わが美わしの友 シナリオ作品集2』中島丈博 著. 映人社, 1979.3
- 『中島丈博シナリオ選集 第2巻』映人社, 2003.4

## 関連人物
- マティアス・ファイファー